# La Plana (Sant Aniol de Finestres)
La Plana és una obra de Sant Aniol de Finestres (Garrotxa) inclosa a l'Inventari del Patrimoni Arquitectònic de Catalunya.

## Descripció
La Plana, a diferència de les masies del país, va ser edificada a l'obaga. És de planta rectangular, amb un cos central, més antic, amb teulada a dues vessants, i el carener paral·lel a la façana principal.
Te ampliacions a cada costat. La de ponent disposa de baixos i dos pisos, teulada a una sola vessant. El cos de migdia és una galeria porxada doble, amb tres arcades a cada pis, més una arcada per la façana de llevant, que igualment es reparteix en els dos pisos.
La Plana va ser bastida amb pedra menuda, llevat dels carreus que s'empraren per fer els cantoners i emmarcar algunes de les obertures. La porta d'accés a l'edifici és a la façana de ponent i porta la data 1830. Damunt d'aquesta, una finestra conserva sis signes.
Completen el conjunt dues pallises molt àmplies, la de tramuntana amb doble badiu, porta la data de 1920.